# 拉合尔县

拉合尔县所在位置

拉合尔县（乌尔都语：ضلع لاہور），巴基斯坦旁遮普省的一个县，包含拉合尔市及周边地区。拉合尔县总人口6,318,745（1998年），其中81.17%生活在市区。拉合尔县为旁遮普省经济最发达的县。该县县治为拉合尔市。

## 行政区划
拉合尔县分为9个镇。